# 奈良市立興東小学校
奈良市立興東小学校（ならしりつ こうとうしょうがっこう）は、奈良県奈良市須川町にある公立小学校。

## 沿革
- 2011年（平成23年）4月1日 - 奈良市立相和小学校と奈良市立大柳生小学校が統合して開校。

## 通学区域
- 北村町、狭川東町、狭川両町、下狭川町、須川町、園田町、中ノ川町の一部、西狭川町、東鳴川町、平清水町、広岡町、生琉里町、法用町、南庄町、大柳生町、大平尾町、阪原町、大慈仙町、忍辱山町[1]

※卒業後は基本的に、大平尾町の一部に居住する者は奈良市立田原中学校に、中ノ川町に居住する者は奈良市立若草中学校に、その他の者は奈良市立興東館柳生中学校に進学する。

## 通学区域が隣接している学校
- 奈良市立柳生小学校
- 奈良市立田原小学校
- 奈良市立鼓阪小学校

以下は京都府。
- 木津川市立梅美台小学校
- 木津川市立南加茂台小学校
- 木津川市立加茂小学校
- 相楽東部広域連合立笠置小学校